# Psammobatis lentiginosa
Psammobatis lentiginosa är en rockeart som beskrevs av McEachran 1983. Psammobatis lentiginosa ingår i släktet Psammobatis och familjen egentliga rockor. IUCN kategoriserar arten globalt som otillräckligt studerad. Inga underarter finns listade i Catalogue of Life.